# Si Jin-chul
Si Jin-chul (kor. 시진철; ur. 12 marca 1967) – południowokoreański zapaśnik w stylu klasycznym.
Dwukrotny uczestnik mistrzostw świata, szósty w 1990 i siódmy w 1991. Złoto na igrzyskach azjatyckich w 1990. Pierwszy w Pucharze Świata w 1991 roku. Mistrz Azji juniorów w 1985 roku.